# Ana Sátila
Ana Sátila Vieira Vargas (13 de marzo de 1996) es una deportista brasileña que compite en piragüismo en la modalidad de eslalon.
Ganó tres medallas en el Campeonato Mundial de Piragüismo en Eslalon, en los años 2017 y 2018. En los Juegos Panamericanos consiguió seis medallas entre los años 2015 y 2023.

## Palmarés internacional
| Campeonato Mundial   | Campeonato Mundial      | Campeonato Mundial | Campeonato Mundial |
| Año                  | Lugar                   | Medalla            | Competición        |
| -------------------- | ----------------------- | ------------------ | ------------------ |
| 2017                 | Pau (Francia)           | Medalla de plata   | K1 extremo         |
| 2017                 | Pau (Francia)           | Medalla de bronce  | C1 individual      |
| 2018                 | Río de Janeiro (Brasil) | Medalla de oro     | K1 extremo         |
| Juegos Panamericanos |                         |                    |                    |
| Año                  | Lugar                   | Medalla            | Competición        |
| 2015                 | Toronto (Canadá)        | Medalla de oro     | C1 individual      |
| 2015                 | Toronto (Canadá)        | Medalla de plata   | K1 individual      |
| 2019                 | Lima (Perú)             | Medalla de oro     | C1 individual      |
| 2019                 | Lima (Perú)             | Medalla de oro     | K1 extremo         |
| 2023                 | Santiago (Chile)        | Medalla de oro     | C1 individual      |
| 2023                 | Santiago (Chile)        | Medalla de oro     | K1 cross           |